# Viramontes
Viramontes är en ort i Mexiko.   Den ligger i kommunen Zitlala och delstaten Guerrero, i den södra delen av landet, 200 km söder om huvudstaden Mexico City. Viramontes ligger 1 605 meter över havet och antalet invånare är 327.
Terrängen runt Viramontes är kuperad. Runt Viramontes är det ganska glesbefolkat, med 40 invånare per kvadratkilometer. Närmaste större samhälle är Chilapa de Alvarez, 10,2 km sydost om Viramontes. I omgivningarna runt Viramontes växer huvudsakligen savannskog.